# Lutreolina crassicaudata
La comadreja colorada o zarigüeya de cola gruesa (Lutreolina crassicaudata) es una especie de marsupial exclusivo de Sudamérica, donde habita en dos núcleos poblacionales disyuntos: uno en Paraguay oriental, centro y noreste de Argentina, sur de Brasil y Uruguay; y otro aún poco conocido y que podría tratarse de otra especie, en Colombia, Venezuela y Guyana. Es debido al aspecto de Lutreolina crassicaudata, que recuerda al de un mustélido, que los españoles al llegar a Sudamérica comenzaron a llamar "comadrejas" a estos mamíferos marsupiales, que no están emparentados con las verdaderas comadrejas.

## Descripción
Esta comadreja marsupial es el mayor miembro de la familia tras las especies del género Didelphis, con un cuerpo alargado que mide entre 60 y 75 cm, de los cuales entre 30 y 35 pertenecen a su larga cola, bastante gruesa en su mitad inicial, característica que le ha dado uno de sus nombres comunes. Su peso corporal ronda entre 0,6 y 1,5 kg. 
Su cabeza es pequeña, así como también sus orejas, que son redondeadas. Su pelaje varía mucho de coloración, pudiendo ser desde un amarillento claro o rojizo o castaño hasta pardo oscuro. Tiene 50 dientes. Los machos son de mayor tamaño que las hembras, las cuales a veces no desarrollan marsupio.
La gestación se extiende por dos semanas, teniendo la hembra hasta dos camadas de crías por estación.
Su dieta de compone de pequeños roedores, aves, anfibios, reptiles y peces. Además de Crustáceos dulceacuícolas y ocasionalmente frutos.

## Subespecies
- Lutreolina crassicaudata crassicaudata, en Brasil y el oriente de Paraguay,[6] para algunos incluye también la población de los pastizales de tierras bajas de Argentina,[3]
- Lutreolina crassicaudata paranalis, para algunos incluye las poblaciones del oriente de Argentina y Uruguay.[6]
- Lutreolina crassicaudata turneri, descrita como especie Didelphys turneri por Günter en 1879,[7] se encuentra en Guyana, Venezuela y el oriente de Colombia.[2]

El análisis genético determinó que la población de Lutreolina encontrada en las selvas de montaña o Yungas del noroeste de Argentina y en Bolivia pertenece a una especie diferente, Lutreolina massoia.